# Jörg Harke
Jörg Harke (* 15. Juni 1956 in Detmold) ist ein ehemaliger deutscher Handballspieler und Handballtrainer, der unter anderem von 1983 bis 1991 beim TBV Lemgo in der Handball-Bundesliga spielte. Er ist in Bad Meinberg, einem Stadtteil der lippischen Stadt Horn-Bad Meinberg aufgewachsen, wo er seitdem lebt. Er ist verheiratet und hat eine Tochter.

## Karriere

### Spieler
Bereits als Volksschüler im Alter von acht Jahren spielte Jörg Harke Handball, wobei den Ausschlag gab, dass auch sein Vater Handball spielte. Auch seine beiden Brüder und seine Schwester waren Handballspieler. 1978 wurden die Verantwortlichen des damaligen Oberligisten TBV Lemgo auf den beim HC Horn-Bad Meinberg spielenden Harke aufmerksam und brachten ihn dazu, den Verein zu wechseln.
In der ersten Saison für den TBV Lemgo 1978/79 in der Handball-Oberliga verpassten die Lemgoer knapp den Aufstieg in die Regionalliga, der dann ein Jahr später gelang. In dieser Zeit spielte auch Herbert Lübking als Spielertrainer in der Mannschaft, der Harke viele Vorlagen für Torwürfe gab, so dass er zu den besten Torschützen des TBV gehörte. 1981 stieg die Mannschaft in die 2. Bundesliga, Staffel Nord und 1983 in die erste Bundesliga auf, wobei Jörg Harke mit rund 120 Treffern sogar Torschützenkönig der 2. Bundesliga Nord war. Im Herbst 1983 zog sich Harke einen Bänderriss zu, wodurch er rund ein halbes Jahr pausieren musste. Danach wurde er in der Verteidigung im Mittelblock eingesetzt. 1991 beendete er seine Karriere in der 1. Bundesliga und wechselte nach 13 Jahren beim TBV Lemgo wieder zu seinem Heimatclub HC Horn-Bad Meinberg, der durch verschiedene Zusammenschlüsse seit 2015 TV Horn-Bad Meinberg heißt. Dort schaffte er den Aufstieg in die Verbandsliga. Zwischen 1993 und 1996 spielte er in der Ober- und Regionalliga beim SC Bielefeld. Zwischen 2003 und 2005 kehrte er noch zwei Mal zum HC Horn-Bad Meinberg in der Kreisklasse zurück.
Während seiner Zweitligazeit spielte Harke zeitweilig auch in Heiligenkirchen oder Bad Meinberg in der Fußball-Kreisklasse. Das durfte er nicht mehr, nachdem der TBV Lemgo in die erste Liga aufgestiegen war.

### Trainer
Von 1997 bis 2003 trainierte er den Bezirksligisten TV Großenmarpe, wobei er auch noch selbst als Spielertrainer zum Einsatz kam. Nachdem er noch zwei Mal beim HC Horn-Bad Meinberg in der Kreisklasse gespielt hatte, trainierte die Oberligisten TSG Altenhagen-Heepen (2005 bis 2007) und TuS 97 Bielefeld-Jöllenbeck (2008/09) sowie von 2010 bis 2012 die TG Lage in der Bezirksliga und seit Anfang 2013 die HSG Altenbeken/Buke in der Landesliga. Von 2016 bis 2023 trainierte er den Handball-Bezirksligisten HC Steinheim.

## Erfolge
- Aufstieg in die Regionalliga mit dem TBV Lemgo: 1980
- Aufstieg in die 2. Bundesliga Nord mit dem TBV Lemgo: 1981
- Aufstieg in die 1. Bundesliga mit dem TBV Lemgo:1983
- Aufstieg in die Verbandsliga mit dem HC Horn-Bad Meinberg: 1992
- Aufstieg in die Regionalliga West mit dem SC Bielefeld: 1994

## Trivia
Jörg Harke gehört beim TBV Lemgo zu den „TBV-Legenden“. Daher wurde er auch zu einem „Legendenspiel“ mit ehemaligen Spielern des Vereins eingeladen, das im März 2020 stattfinden sollte, aber wegen der Covid-19-Pandemie auf August 2022 verschoben wurde. Der Erlös ging an den Charity-Verein OWL zeigt Herz e.V., der damit Lemgoer Kindergärten unterstützte.
Beim Jubiläumsspiel aus Anlass der 40-jährigen Zugehörigkeit des TBV Lemgo zur 1. Bundesliga gehörte Harke auch zu den Aufstiegsspielern von 1983, die in der Halbzeitpause des Spiels TBV Lemgo gegen Frisch Auf Göppingen am 6. Mai 2023 in der Phoenix Contact Arena geehrt wurden, wobei ihnen ein Jubiläumstrikot überreicht wurde.